# Зелениково (Пловдивская область)
Зелениково (болг. Зелениково) — село в Болгарии. Находится в Пловдивской области, входит в общину Брезово. Население составляет 466 человек.

## Политическая ситуация
В местном кметстве Зелениково, в состав которого входит Зелениково, должность кмета (старосты) исполняет Крыстю Димитров Бациев (Болгарская социалистическая партия (БСП)) по результатам выборов.
Кмет (мэр) общины Брезово — Стоян Генчев Минчев (коалиция партий: Союз демократических сил, Болгарская социал-демократия, ВМРО — Болгарское национальное движение, Болгарский земледельческий народный союз, Земледельческий народный союз, Национальное движение за права и свободы) по результатам выборов.